# Microthyris alvinalis
Microthyris alvinalis is een vlinder uit de familie van de grasmotten (Crambidae). De wetenschappelijke naam van deze soort is voor het eerst gepubliceerd in 1854 door Achille Guenée.
Deze soort komt voor in Brazilië.